# Alluaudomyia flexistyla
Alluaudomyia flexistyla är en tvåvingeart som beskrevs av Chaudhuri och Soumyendra Nath Ghosh 1981. Alluaudomyia flexistyla ingår i släktet Alluaudomyia och familjen svidknott. Inga underarter finns listade i Catalogue of Life.